# Spoorlijn Juigné-sur-Sarthe - Sillé-le-Guillaume
De spoorlijn Juigné-sur-Sarthe - Sillé-le-Guillaume was een Franse spoorlijn van Juigné-sur-Sarthe naar Sillé-le-Guillaume. De lijn was 45,5 km lang en heeft als lijnnummer 456 000.

## Geschiedenis
De lijn werd geopend door de Compagnie des chemins de fer de l'Ouest op 26 mei 1884. Personenvervoer was er tot 15 mei 1938, goederenvervoer tussen Loué en Sillé-le-Guillaume was er tot 1 september 1954 en tussen Juigné-sur-Sarthe en Loué tot 4 april 1970. Daarna is de lijn volledig opgebroken.

## Aansluitingen
In de volgende plaatsen is of was er een aansluiting op de volgende spoorlijnen:
Juigné-sur-Sarthe
RFN 450 000, spoorlijn tussen Le Mans en Angers-Maître-École
Sillé-le-Guillaume
RFN 420 000, spoorlijn tussen Paris-Montparnasse en Brest